# Critot
Critot är en kommun i departementet Seine-Maritime i regionen Normandie i norra Frankrike. Kommunen ligger i kantonen Saint-Saëns som tillhör arrondissementet Dieppe. År 2022 hade Critot 528 invånare.

## Befolkningsutveckling
Antalet invånare i kommunen Critot
| Referens: INSEE |